# 엣지 오브 타임
《엣지 오브 타임》(영어: Repeaters)은 2010년 공개된 캐나다의 영화이다.

## 출연

### 주연
- 더스틴 밀리건
- 아만다 크루

### 조연
- 리처드 디 클레르크
- 벤자민 래트너
- 티치 그랜트
- 알렉시아 패스트
- 마이클 콥사
- 흐로드가 매튜스
- 존 텐츠
- 마노즈 수드
- 톰 숄트
- 가브리엘 로즈
- 루시 게스트
- 마이클 애덤스웨이트
- 에밀리 퍼킨스
- 존 카시니
- 도나 야마모토
- 소피 뢰
- 앤자 사프식
- 스티븐 E. 밀러

## 기타
- 협력프로듀서: 제임스 브라운
- 협력프로듀서: 데이빗 H. 리
- 조감독: 콜린 리들레이
- 시각효과: 애덤 스턴
- 분장: 크리스타 셀러
- creator: 아른 올슨
- 배역: 수잔 테일러 브로즈
- 프로덕션매니저: 트레이시 노무라